# سنديان متغير
سنديان متغير أو سنديان الفلين الصيني (الاسم العلمي: Quercus variabilis)، نوع نبات من جنس السنديان وفصيلة الزانية.أوطنها الأصيلة مناطق شرق آسيا في جنوب ووسط وشرق الصين وتايوان واليابان وكوريا.
يتراوح طولها 25-30 م.

## معرض صور

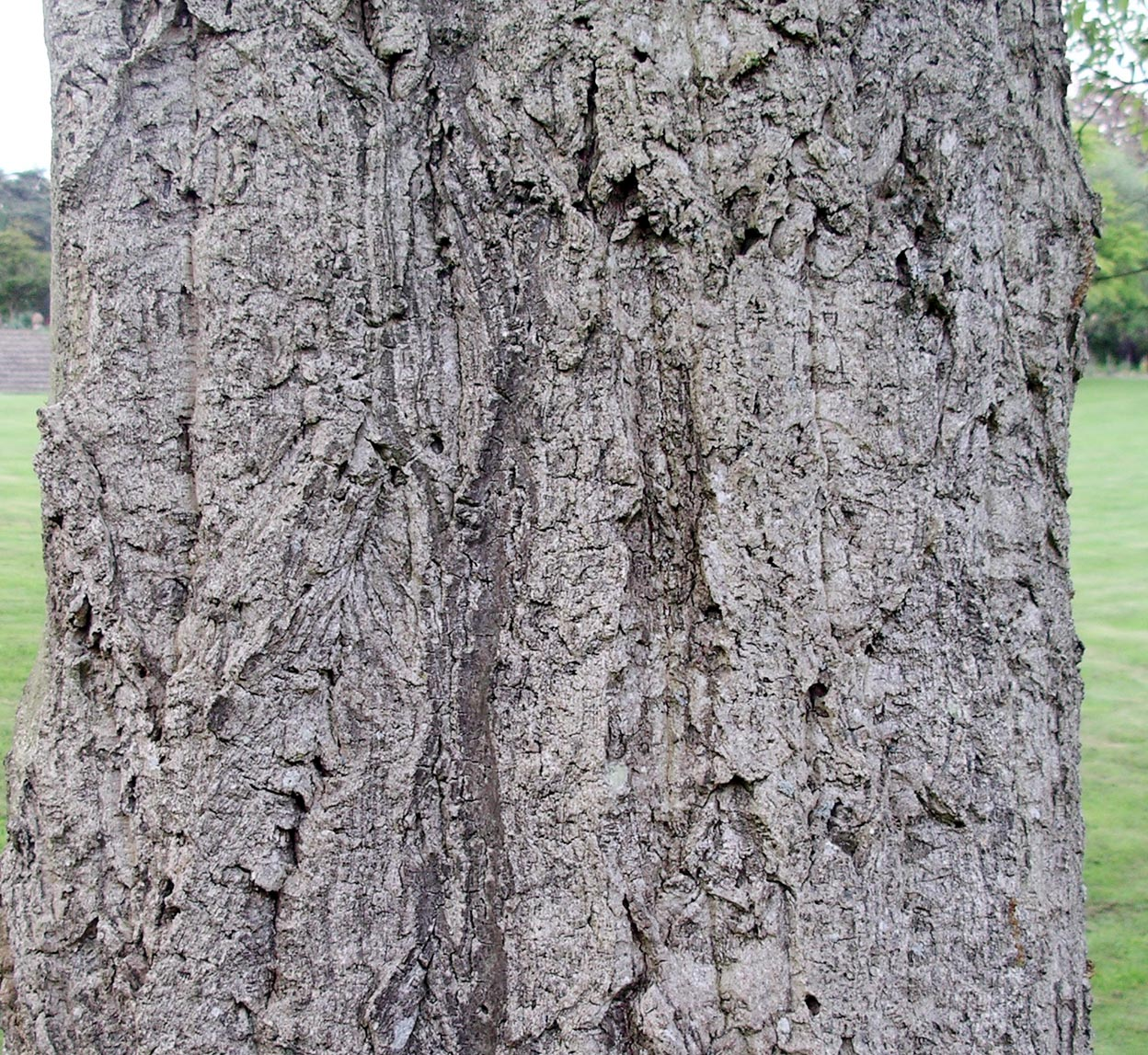
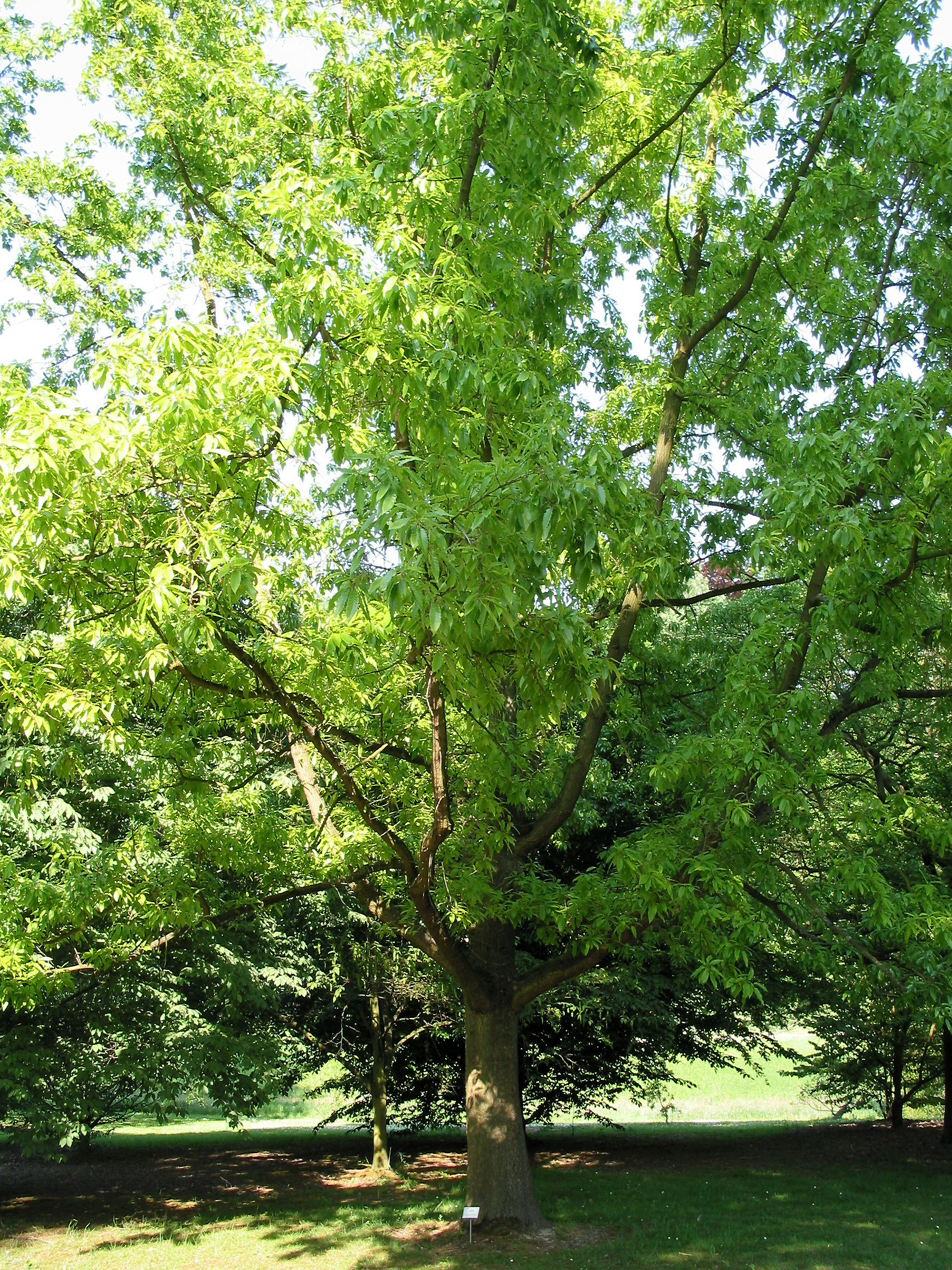
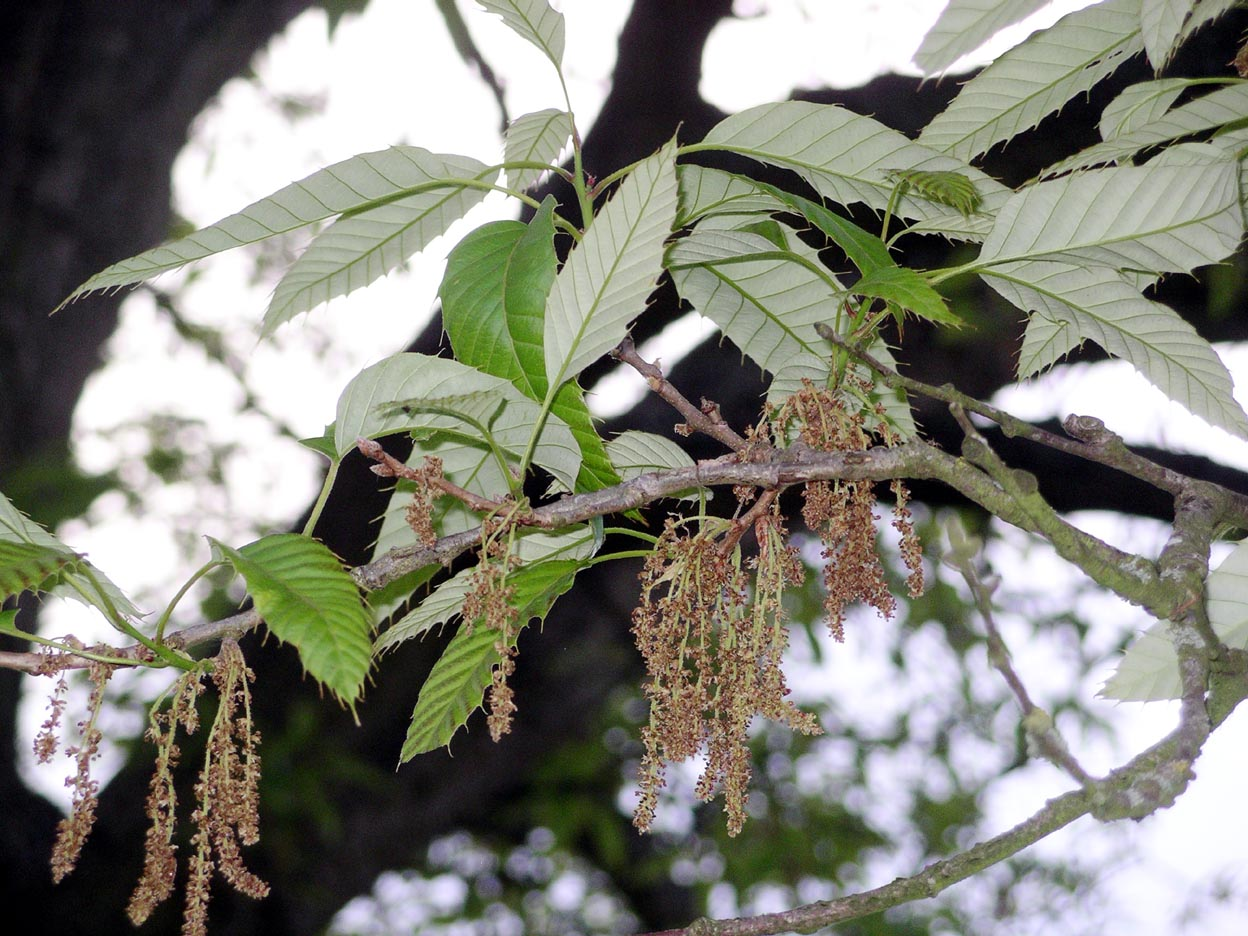